# Acanthodactylus yemenicus
Acanthodactylus yemenicus е вид влечуго от семейство Гущерови (Lacertidae). Видът е незастрашен от изчезване.

## Разпространение
Разпространен е в Йемен.